# Szymon Ryżek
Szymon Ryżek (ur. 20 listopada 1997) – polski koszykarz, występujący na pozycji rzucającego obrońcy, obecnie zawodnik drużyny GTK Gliwice.
27 czerwca 2022 dołączył do GTK Gliwice

## Osiągnięcia
Stan na 12 lipca 2022.

### Drużynowe
Seniorskie
- Mistrz Polski (2021)[2]
- Finalista Superpucharu Polski (2019)

Młodzieżowe
- Wicemistrz Polski juniorów (2015)
- Brązowy medalista mistrzostw Polski:
  - juniorów starszych (2015, 2017)
  - juniorów (2013)

### Indywidualne
Seniorskie
- Zaliczony do I składu I ligi (2022)[3]
- Lider strzelców II ligi (2020 – 24,3)[4]

Młodzieżowe
- Zaliczony do I składu mistrzostw Polski juniorów starszych (2017)
- Lider strzelców mistrzostw Polski juniorów starszych (2017)